# Gauliga Bayern 1938/39
De Gauliga Bayern 1938/39 was het zesde voetbalkampioenschap van de Gauliga Bayern. 1. FC Schweinfurt werd kampioen en plaatste zich voor de eindronde om de Duitse landstitel, waar de club in de groepsfase uitgeschakeld werd.

## Eindstand
| Plaats | Club                      | Wed. | W  | G | V  | Saldo | Ptn.  |
| ------ | ------------------------- | ---- | -- | - | -- | ----- | ----- |
| 1.     | 1. FC Schweinfurt 05      | 18   | 10 | 3 | 5  | 37:27 | 23:13 |
| 2.     | TSV 1860 München          | 18   | 8  | 6 | 4  | 33:21 | 22:14 |
| 3.     | SSV Jahn Regensburg       | 18   | 8  | 4 | 6  | 43:24 | 20:16 |
| 4.     | BSG WKG Neumeyer Nürnberg | 18   | 9  | 2 | 7  | 27:23 | 20:16 |
| 5.     | 1. FC Nürnberg            | 18   | 9  | 2 | 7  | 28:33 | 20:16 |
| 6.     | SpVgg Fürth               | 18   | 8  | 3 | 7  | 23:26 | 19:17 |
| 7.     | FC Bayern München         | 18   | 7  | 3 | 8  | 26:31 | 17:19 |
| 8.     | BC Augsburg               | 18   | 4  | 6 | 8  | 28:35 | 14:22 |
| 9.     | VfB 1907 Coburg           | 18   | 6  | 2 | 10 | 27:39 | 14:22 |
| 10.    | SSV Schwaben Augsburg     | 18   | 4  | 3 | 11 | 32:45 | 11:25 |

|  | Kampioen, geplaatst voor nationale eindronde |
|  | Degradatie naar Bezirksliga                  |

## Promotie-eindronde

### Groep Noord
| Plaats | Club                 | Wed. | Saldo | Ptn. |
| ------ | -------------------- | ---- | ----- | ---- |
| 1.     | VfR 07 Schweinfurt   | 4    | 6:4   | 5:3  |
| 2.     | FC Wacker München    | 4    | 7:8   | 4:4  |
| 3.     | TS Union 85 Augsburg | 4    | 5:6   | 3:5  |

|  | Promotie naar Gauliga Bayern 1939/40 |

### Groep Zuid
| Plaats | Club              | Wed. | Saldo | Ptn. |
| ------ | ----------------- | ---- | ----- | ---- |
| 1.     | FSV 1883 Nürnberg | 4    | 7:7   | 6:2  |
| 2.     | VfL 07 Neustadt   | 4    | 9:6   | 4:4  |
| 3.     | 1. FC Straubing   | 4    | 5:8   | 2:6  |